# Macrophage

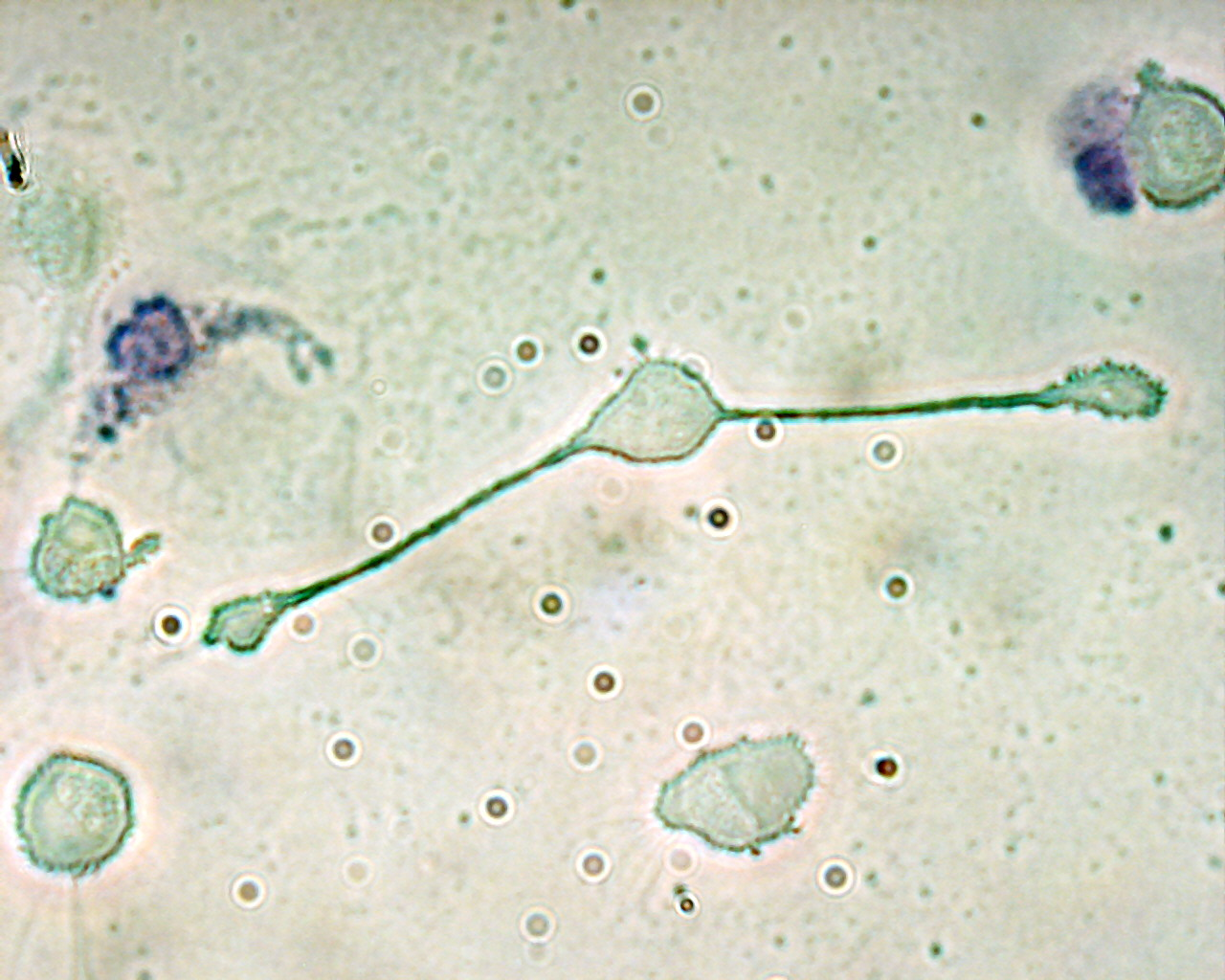
Un macrophage de souris avec deux grands prolongements cytoplasmiques.

Les macrophages (du grec macro-, gros et -phagein, manger) sont des cellules appartenant au système immunitaire, qui sont définis historiquement par leur capacité de phagocytose. Ce sont des grosses cellules arrondies avec un noyau excentré et des vacuoles dans leur cytoplasme. Ils ont deux origines : certains macrophages ont une origine embryonnaire et résident dans les tissus tout au long de la vie de l'individu, d'autres proviennent de la différenciation de leucocytes sanguins circulants, les monocytes. Les macrophages ne se trouvent pas dans le sang. La prise de sang de routine appelée numération formule sanguine ne les compte pas.
Les macrophages sont des phagocytes et sont donc capables de phagocytose pour éliminer les cellules apoptiques et les agents pathogènes. Elles sont des cellules douées d'une grande plasticité fonctionnelle, s'adaptant à leur environnement tissulaire comme le démontre la diversité des macrophages résidents (tableau 1). Les macrophages ont aussi la capacité de fusionner entre eux ou avec d'autres types cellulaires aboutissant à la formation de cellules géantes multinuclées comme l'ostéoclaste, les cellules géantes de Langhans et les cellules géantes des corps étranger,.
La reconnaissance de motifs microbiens par les récepteurs situés à la surface des macrophages conduit à la phagocytose et à la destruction des agents infectieux, par le processus d'explosion oxydative (oxidative burst en anglais) et la production de radicaux libres de l'oxygène. Les macrophages produisent également des chimiokines, permettant le recrutement d'autres cellules sur le site de l'infection.
Comme les cellules dendritiques, ils sont capables de se comporter comme des cellules présentatrices d'antigène. Ils participent à l’immunité innée en tant que défense non spécifique, mais sont capables de participer à l’immunité adaptative.
Ils ont été découverts par le biologiste russe Élie Metchnikoff en 1883. Leur nom provient du grec μάκρος / mákros, « grand », et φαγεῖν / phageîn, « manger » = « gros mangeur ».

## Origine des macrophages

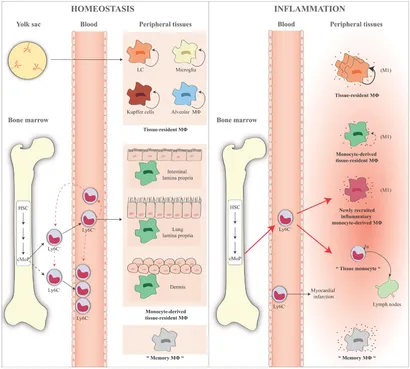
Origine des macrophages à l'état normal et au cours de l'inflammation.

Depuis 1968, à la suite des recherches du chercheur Ralph van Furth la croyance était que tous les macrophages tissulaires venaient d'un apport constant de monocytes sanguins. Les avancées technologiques récentes ont permis le rejet définitif du système phagocytaire mononucléaire affirmant que les macrophages résidents dérivés des monocytes et la reconnaissance des macrophages résidant dans les tissus en tant que populations uniques indépendantes de la différenciation monocytaire,,. La plupart des macrophages tissulaires sont présents à la naissance et se régénèrent durant toute la vie.
Par contre, à l'âge adulte des macrophages peuvent venir de la différenciation des monocytes particulièrement les macrophages de la peau et les macrophages intestinaux et remplacer les macrophages d'origine fœtal. Les états inflammatoires d'origine infectieuses ou non provoquent l'apparition de macrophage d'origine moncytaire.

### Macrophage d'origine fœtale
La plupart des macrophages résidents des tissus sont des macrophages embryonnaires. Ils dérivent directement de cellules de la vésicule vitelline et sont capables d'auto-renouvellement et de maintenance indépendamment des monocytes.
La première vague, appelée vague primitive, commence au septième jour de la vie embryonnaire 6,5 dans le sac vitellin. Cette vague établit une population de progéniteurs exclusifs aux macrophages qui se différencient ensuite en progéniteurs érythroïdes et myéloïdes entre le neuvième et le onzième jour au cours de la vague pro-définitive. Une population intermédiaire de pré-macrophages (p-Mac) est dérivée des progéniteurs myéloïdes sans devenir au préalable des monocytes. La population de progéniteurs (érythroïdes et myéloïdes) et de p-Mac se développe pendant plusieurs jours dans le sac vitellin et migre vers le foie fœtal avant le quinzième jour. Entre le treizième et le dix-huitième jour, les p-Mac du foie fœtal migrent et ensemencent d'autres tissus pour établir des populations à vie de macrophages résidant dans les tissus. La troisième vague d'hématopoïèse, la vague définitive, débute vers le dix-huitième jour et implique l'établissement de cellules souches hématopoïétiques dans la moelle osseuse. Bien que tous les macrophages résidant dans les tissus proviennent des p-Mac du foie fœtal, les macrophages dérivés de la moelle osseuse remplacent la population fœtale dans les intestins, la rate, la peau et le cœur. Cependant, il convient de noter que ces populations de macrophages dérivées de cellules souches hématopoïétiques sont maintenues par auto-renouvellement avec une contribution minimale des monocytes en circulation à la suite de leur colonisation des tissus.

### Macrophage d'origine médullaire
Les macrophages d'origine médullaire sont essentiellement recrutés au cours d'un processus inflammatoire. Ils peuvent remplacer les macrophages résidents d'origine fœtale dans des circonstances très spécifiques.
Les monocytes sont un groupe de cellules circulant dans le sang, la moelle osseuse et la rate et constituant environ 10 % du total des leucocytes chez les êtres humains. Ils présentent des caractéristiques morphologiques typiques, telles qu'une forme cellulaire irrégulière, un noyau en forme d'ovale ou de rein, des vésicules cytoplasmiques et un rapport cytoplasme/noyau élevé. Les monocytes peuvent rester dans la circulation jusqu'à 1 à 2 jours, après quoi, s'ils n'ont pas été recrutés par un processus inflammatoire, ils meurent et sont éliminés.
Les monocytes proviennent de la moelle osseuse à partir de cellules souches hématopoïétiques et se développent à travers une série d'étapes de différenciation séquentielles : le progéniteur myéloïde commun , le progéniteur granulocytes-macrophages ) , le progéniteur macrophages/cellules dendritiques (MDP) , et enfin le progéniteur monocytaire engagé (cMoP), un précurseur de la moelle osseuse récemment identifié qui diffère du progéniteur macrophages/cellules dendritiques car il manque d'expression de CD135 . Les macrophages/cellules dendritiques n'ont pas la capacité de se différencier en cellules granulocytaires, mégacaryocytaires et lymphoïdes et sont considérés comme le précurseur direct des monocytes dans la moelle osseuse et par conséquent des monocytes sanguins .
La différenciation des monocytes en macrophages nécessite des signaux déclenchés par des cytokines et des chimiokines sécrétées à la fois par le tissu lésé et par les cellules endothéliales des vaisseaux sanguins situés à proximité de la lésion. Les principales cytokines et chimiokines qui permettent le recrutement des monocytes sont le CCL2 et le CCL7, qui reconnaissent toutes deux le récepteur CCR2 exprimé à la surface des monocytes. Lors de la liaison des chimiokines avec le récepteur, les interactions entre les monocytes et les cellules endothéliales conduisent à la diapédèse des monocytes, un processus au cours duquel les monocytes se différencient en macrophages .

## Macrophages résidents
La majorité des macrophages (en situation non inflammatoire) résident à des endroits stratégiques du corps.
Ils sont ainsi présents aux endroits les plus susceptibles d’invasion microbienne ou d’accumulation de débris de toutes sortes. Les macrophages résidant dans les tissus de la plupart des organes humains sont établies au cours de l'embryogenèse et maintenues par auto-renouvellement. Les macrophages résidant dans les tissus sont uniques dans leur capacité à réintégrer le cycle cellulaire en tant que cellules entièrement différenciées.
| Tissu                   | Sous-ensemble                   | Origine       | Fonction |
| ----------------------- | ------------------------------- | ------------- | --- |
| Peau                    | Cellule de Langerhans           | Fœtale        | Immunosurveillance Présentation de l'antigène aux lymphocytes T Aide à la régénération du follicule pileux                                |
|                         | Macrophage dermique             | Adulte        | Immunosurveillance Aide à la régénération des fibres nerveuses terminales                                                                 |
| Système nerveux central | Microglie                       | Fœtale        | Développement néonatal Formation des synapses                                                                                             |
| Poumon                  | Macrophage alvéolaire           | Fœtale        | Nettoyage du surfactant Destruction des pathogènes inhalés                                                                                |
|                         | Macrophage interstitielle       | Adulte        | Immunorégulation |
| Rate                    | Macrophage pulpaire             | Fœtale        | Immunosurveillance Destruction des hématies et métabolisme du fer                                                                         |
|                         | Macrophage de la zone marginale | Inconnue      | Immunorégulation Destruction des pathogènes et des cellules apoptiques                                                                    |
| Foie                    | Cellule de Kupffer              | Fœtale        | Immunosurveillance Métabolisme du fer, du cholestérol et de la bilirubine Destruction des pathogènes venant de l'intestin et des hématies |
|                         | Macrophage capsulaire           | Adulte        | Immunosurveillance Destruction des pathogènes et des cellules apoptiques                                                                  |
| Os                      | Ostéoclaste                     | Fœtale/Adulte | Résorption osseuse |
| Intestin                | Macrophage intestinal           | Fœtale/Adulte | Immunosurveillance Régulation de la contraction des fibres musculaires lisses intestinales                                                |
| Péritoine               | Macrophage péritonéal           | Fœtale        | Immunosurveillance |
| Cœur                    | Macrophage cardiaque            | Fœtale        | Immunosurveillance Aide à la conduction électrique Stimule l'angiogenèse                                                                  |
| Tissu adipeux           | Macrophage du tissu adipeux     | Fœtale        | Contrôle la sensibilité à l'insuline Régulation thermogenèse Stimule l'angiogenèse                                                        |

## Phénotypes
L'existence de deux catégories de macrophages nommées M1 et M2 a été proposée depuis les années 2000. Les M1 sont impliqués dans la destruction des agents pathogènes. Les M2 sont impliqués dans la réparation et cicatrisation cellulaire. Cette différenciation se fait par une dégradation différente de l'arginine en oxyde nitrique dans le cas de M1 et en ornithine dans le cas de M2. Les macrophages forment une population "plastique" : ils peuvent passer d'un phénotype à l'autre in vivo. On parle de polarisation des macrophages pour désigner le processus par lequel les macrophages exhibent un phénotype spécifique et une réponse fonctionnelle aux stimuli du microenvironnement et aux signaux rencontrés par les macrophages dans des tissus spécifiques.

D'autres phénotypes de macrophages ont été individualisés comme le macrophage CD169+ ou Siglec-1, le macrophage TCR+ porteur du récepteur des lymphocytes T et le macrophage associé aux tumeurs dont le phénotype est proche du phénotype M2.

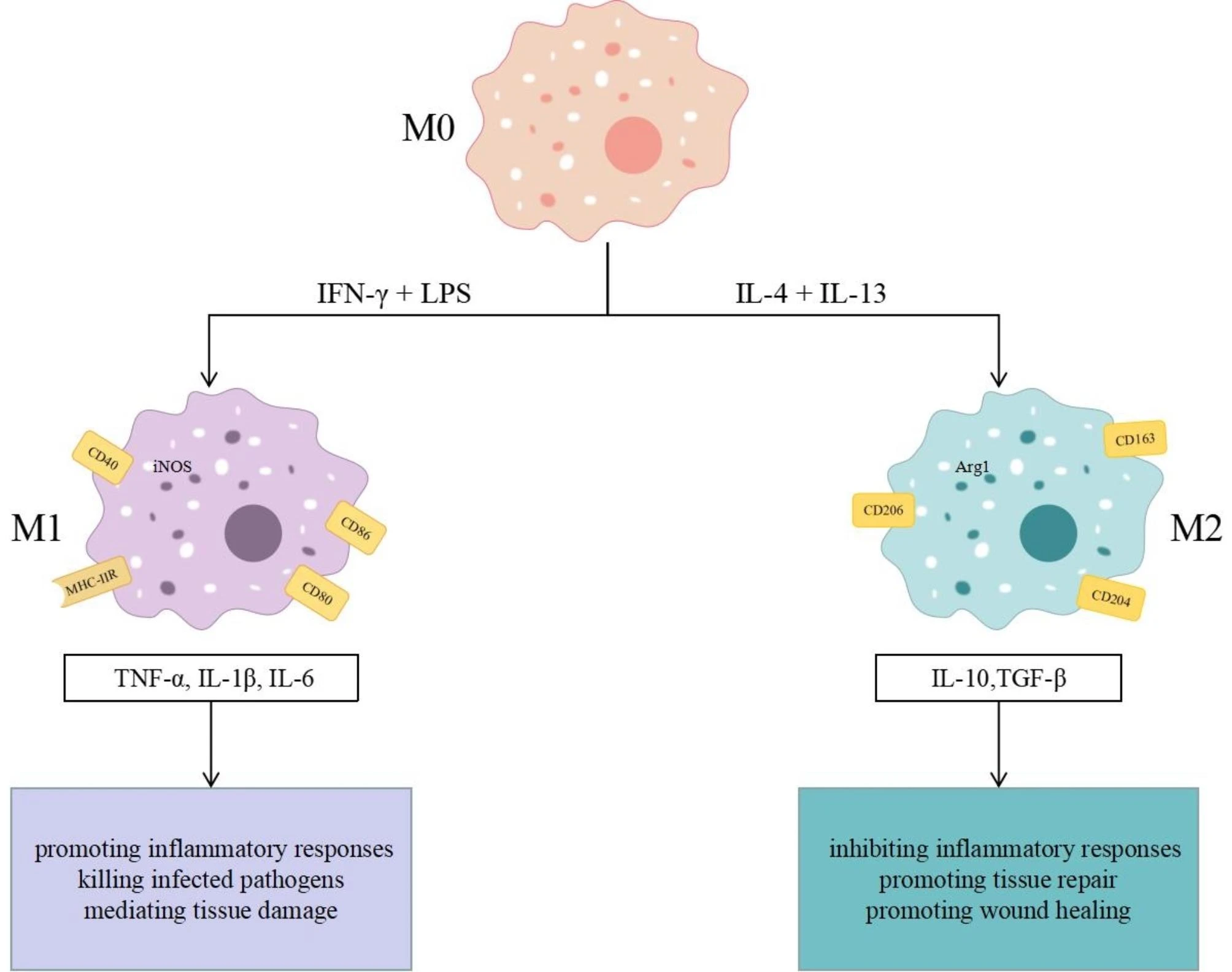
Polarisation macrophagique.

### Macrophage M1
Les macrophages M1 sont définis comme des macrophages qui produisent des cytokines pro-inflammatoires, assurent la résistance aux agents pathogènes et présentent de fortes propriétés microbicides, mais ceux-ci contribuent également à la destruction des tissus. L'activation classique des macrophages se produit lorsque la cellule reçoit des stimuli comme l'interféron gammaγ, principalement sécrété par (cellules TH1, cellules T cytotoxiques et le cellules NK) ; les lipopolysaccharides membranaires des bactéries Gram-négatives ; le facteur stimulant les colonies de granulocytes et de macrophages (GM-CSF) stimulant la production de cytokines pro-inflammatoires,,.
Les macrophages M1 sont caractérisés par une capacité élevée à sécréter des cytokines telles que l'interleukine-1β, le facteur de nécrose tumorale, l'interleukine-12 et l'interleukine-18 ; phénotypiquement, ils expriment des niveaux élevés de complexe majeure d'histocompatibilité de classe II, de marqueur CD68 et de molécules costimulatrices CD80 et CD86. Les macrophages M1 régulent positivement l'expression du suppresseur de la signalisation des cytokines 3 (Suppressor of cytokine signaling 3 SOCS3), activent l'oxyde nitrique synthase inductible (NOS2 ou iNOS) générant du monoxyde d'azote. Ainsi, les macrophages M1, dans des conditions spécifiques, exacerbent les processus inflammatoires pouvant endommager les tissus environnants,,.

### Macrophage M2
Les macrophages activés par une voie opposée à la voie classique sont appelés M2 ou voie alternative. Plusieurs marqueurs ont été proposés. Les stimulis CSF-1, l'interleukine-4, l'interleukine-10, le TGF-β et l'interleukine-13, ainsi que les infections fongiques et helminthiques, favorisent la polarisation de la sous-population M2, délivrant de l'l'interleukine-10 à des concentrations élevées, et de l'IL- 12 en petites quantités. Les macrophages M2 jouent un rôle central dans les réponses aux parasites, au remodelage tissulaire, à l'angiogenèse et aux maladies allergiques,.
Il n’existe pas actuellement de récepteur caractéristique du macrophage M2. Phénotypiquement, cette population est caractérisée par l’expression du récepteur du mannose (MMR), également appelé CD206. Mais il ne semble pas que l'expression de CD206 entre les macrophages M1 et M2 soit la caractéristique spécifique des macrophages M2 mais plutôt la régulation positive de la glycoprotéine membranaire CD200R. CD163 a été suggéré comme marqueur M2 uniquement en combinaison avec le facteur de transcription de fibrosarcome c-MAF (musculoaponeurotic fibrosarcoma). CD163 ne peut pas être considéré comme un marqueur M2 lorsqu'il est utilisé comme marqueur unique. MGL1 (Macrophage galactose-type lectin 1) et MGL2, deux membres de la famille des lectines de type C de type galactose, sont également exprimés dans les macrophages stimulés dans des conditions d'activation alternative. Le gène de réponse au complément 32 (RGC-32) est un régulateur du cycle cellulaire exprimé dans de nombreuses cellules, notamment les macrophages mais pas les monocytes. L'absence de RGC-32 n'affecte pas la différenciation monocytes-macrophages. Cependant, des stimulations par M-CSF (Macrophage colony-stimulating factor) ou l'interleukine-4, RGC-32 joue un rôle important dans la promotion de la polarisation M2 et son niveau d'expression augmente la polarisation en macrophages M2, proposant d'inclure cette protéine comme marqueur de la polarisation M2 .

## Récepteurs des macrophages
Ils interagissent grâce à la présence de plusieurs types de récepteurs qui sont les mêmes que les granulocytes neutrophiles :
- les récepteurs PAMP et DAMP,
- les récepteurs opsioniques,
- les récepteurs cytokinétiques et chimiokinétique,
- les récepteurs de signalisation,
- les récepteurs d'adhésivité cellulaire et des récepteurs modulant leur activé par un rétrocontrôle,

Mais à la différence des granulocytes neutrophiles, ils sont particulièrement riches en récepteurs éboueurs comme le récepteur RAGE.

## Molècules protéiques libérées par les macrophages

### Cytokines

#### Cytokines pro-inflammatoires
Lorsque les macrophages sont exposés à des stimuli inflammatoires, ils sécrètent des cytokines telles que le facteur de nécrose tumorale (TNF), l'interleukine 1, l'interleukine 6, l'interleukine 8 et l'interleukine 12. Bien que les monocytes et les macrophages soient les principales sources de ces cytokines, elles sont également produites par les lymphocytes activés, les cellules endothéliales et les fibroblastes. De plus, les macrophages libèrent des chimiokines, des leucotriènes, des prostaglandines et du complément. Toutes ces molécules, de concert, peuvent induire une augmentation de la perméabilité vasculaire et un recrutement de cellules inflammatoires. Outre les effets locaux, ces médiateurs produisent également des effets systémiques tels que la fièvre et la production de protéines de la phase aiguë. La réponse inflammatoire est bénéfique pour l’hôte lorsque les cytokines susmentionnées sont produites en quantités appropriées, mais toxique lorsqu’elle est produite de manière dérégulée. Par exemple, une production excessive d’IL-1β et de TNF déclenche une réponse inflammatoire généralisée aiguë caractéristique du choc septique et de la défaillance multiviscérale.

##### Facteur de nécrose tumorale
Le facteur de nécrose tumorale initialement décrite pour sa capacité à induire la nécrose de certaines tumeurs. Il stimule la phase aiguë de la réponse immunitaire. Cette puissante cytokine pyrogène est l’une des premières à être libérée en réponse à un agent pathogène et est capable d’exercer ses effets dans de nombreux organes. À ce titre, le facteur de nécrose tumorale est l’une des principales cytokines responsables du choc septique. Dans l'hypothalamus, le facteur de nécrose tumoraleF stimule la libération de l'hormone de libération corticotrope, supprime l'appétit et induit de la fièvre. Dans le foie, il stimule la réponse inflammatoire aiguë en augmentant la synthèse de la protéine C-réactive et les autres protéines de phase aiguë. Le facteur de nécrose tumorale induit une vasodilatation et augmente la perméabilité vasculaire, ce qui est propice à l'infiltration des lymphocytes, des neutrophiles et des monocytes. Il aide à recruter ces cellules vers le site d’inflammation en régulant la libération de chimiokines. Le facteur de nécrose tumorale, de concert avec l'interféron 17, déclenche l'expression de chimiokines CXCL1, CXCL2 et CXCL5 attirant les neutrophiles et peut également augmenter l'expression de molécules d'adhésion cellulaire qui facilitent la diapédèse.

##### Interleukine 1
Trois formes de l'interleukine 1 sont connues : interleukine 1α, interleukine 1β et interleukine 1Ra. interleukine 1Ra réprime les actions pro inflammatoires de interleukine 1α et de l' interleukine 1β en entrant en compétition avec le récepteur des autres interleukine 1. Comme le facteur de nécrose tumorale, l’interleukine 1β est également un pyrogène endogène produit et libéré dès les premiers stades de la réponse immunitaire aux infections, aux lésions et au stress. Les monocytes et les macrophages sont les principales sources de l’interleukine 1β, celle-ci est également libérée par les cellules NK, les lymphocytes B, les cellules dendritiques, les fibroblastes et les cellules épithéliales. Lors d'une inflammation, l'interleukine 1β stimule la production de protéines de phase aiguë par le foie et agit sur le système nerveux central pour induire de la fièvre et la sécrétion de prostaglandines. Dans les mastocytes, l’interleukine 1β induit la libération d’histamine, qui à son tour provoque une vasodilatation et une inflammation localisée. C'est également un molécule attractive pour les granulocytes, améliore l'expansion et la différenciation des cellules T CD4 et augmente l'expression des molécules d'adhésion cellulaire sur les leucocytes et les cellules endothéliales. L'interleukine 1β augmente l'expression des gènes qui la produisent.
Dans les macrophages stimulés, l'interleukine 1α est synthétisée de novo et peut être activement sécrétée ou libérée passivement par les cellules apoptotiques. Il peut également exercer ses effets de manière intracrine et agir comme facteur de transcription,.

##### Interleukine 6
L'interleukine 6 est une cytokine pléiotrope qui possède à la fois des fonctions pro-inflammatoires et anti-inflammatoires qui affectent des processus allant de l'immunité à la réparation des tissus et au métabolisme. Il favorise la différenciation des cellules B en plasmocytes, active les cellules T cytotoxiques et régule l'homéostasie osseuse. Semblable au facteur de nécrose tumorale et à l’interleukine 1, l’interleukine 6 est un pyrogène endogène qui favorise la fièvre et la production de protéines hépatique de la phase aiguë.

##### Interleukine 12
L'interleukine 12 est produite principalement par les monocytes, les macrophages et d'autres cellules présentatrices d'antigènes ; il est essentiel pour lutter contre les maladies infectieuses et le cancer. L'IL-12 favorise l'immunité à médiation cellulaire via la stimulation des lymphocytes T auxiliaire. Il entre en synergie avec le facteur de nécrose tumorale et d’autres cytokines pro-inflammatoires pour stimuler la production d’interféron gamma, ainsi que la cytotoxicité des lymphocytes NK et CD8. L'IL-12 peut également inhiber l'angiogenèse grâce à la régulation positive médiée par l'interféron gamma de la chimiokine anti-angiogénique CXCL10.

##### Interleukine 18
L'interleukine 18 fait partie de la famille de l'interleukine 1 et est également un inducteur de la production d'interfèron-γ. Il entre en synergie avec l'interleukine 12 pour activer les cellules T et les cellules NK. L'interleukine 18 n'est pas un pyrogène et peut même atténuer la fièvre induite par l'interleukine 1β.

##### Interleukine 23
L'interleukine 23 est également un inducteur d'interféron gamma et un activateur de lymphocytes T impliqué dans diverses maladies allant du psoriasis à la schizophrénie. Contrairement à l' interleukine 12, l'interleukine 23 augmente la libération d'interleukine 10 et induit la synthèse d'interleukine 17 par les lymphocytes T naïves activées.

##### Interleukine 27
L'interleukine 27 fait partie de la famille IL-12. Elle est produite précocement dans les monocytes et les macrophages stimulés par les lipopolysaccharides et l'interféron gamma. Elle favorise la différenciation des cellules T naïves en cellules lymphocyte T auxiliaire via l’induction de l’interféron gamma, l’interleukine 27 peut inhiber la différenciation des lymphocytes Th17. L'IL-27 possède également des propriétés anti-inflammatoires, en corrélation avec une augmentation des taux de cellules Th17 . Le fait que cette cytokine possède des propriétés inflammatoires et anti-inflammatoires sélectives conforte l’idée selon laquelle la réponse inflammatoire est rapide, mais également soigneusement calibrée pour éviter tout dommage à l’hôte.

#### Cytokines anti-inflammatoires

##### Interleukine 10
L' interleukine 10 agit en supprimant l'activation des macrophages et la production du facteur de nécrose tumorale, de interleukine 1β, de l' interleukine 6, de l' interleukine 8, de l'interleukine 12 et du facteur stimulant les colonies de granulocytes et de macrophages. L'interleukine 10 supprime l'expression du complexe majeur d'histocompatibilité de classe II dans les macrophages activés et constitue donc un puissant inhibiteur de la présentation de l'antigène. Il est particulièrement intéressant de noter que l’interleukine 10 inhibe la production d’interfèron-γ par les lymphocytes T auxiliaires et les cellules NK et induit la croissance, la différenciation et la sécrétion d’ immunoglobuline G par les cellules B,. Les macrophages eux-mêmes sont affectés par l'interleukine 10 dans la mesure où l'exposition à cette cytokine diminue leur activité microbicide et diminue leur capacité à répondre à l'interfèron-γ,.

##### TGF bêta
Le facteur de croissance transformant bêta ou TGFB (Transforming growth factor-beta) a les mêmes actions anti-inflammatoires que l'interleukine 10.

### Chimiokines
Les chimiokines sont une famille spéciale de cytokines liant l'héparine, capables de guider la migration cellulaire dans un processus appelé chimiotaxie. Les cellules attirées par les chimiokines migrent vers la source de cette chimiokine. Lors de la surveillance immunitaire, les chimiokines jouent un rôle crucial en guidant les cellules du système immunitaire là où elles sont nécessaires . Certaines chimiokines jouent également un rôle au cours du développement en favorisant l’angiogenèse ou en guidant les cellules vers des tissus qui fournissent des signaux critiques pour leur différenciation. Dans la réponse inflammatoire, les chimiokines sont libérées par une grande variété de cellules impliquées dans l’immunité innée et adaptative . La libération de chimiokines est induite principalement par les cytokines pro-inflammatoires telles que le facteur de nécrose tumorale, l'interleukine 6 et l'interleukine 1β.

#### CXCL9
CXCL9, également connue sous l'acronyme MIG (Monokine induced by gamma interferon), est un puissant chimioattractif des lymphocytes T sur le site de l'inflammation ,. Il assure le recrutement cellulaire nécessaire à l’inflammation et à la réparation des lésions tissulaires. CXCL9 inhibe également la néovascularisation  et a des effets antitumoraux et anti-métastatiques .

## Molécules non protéiques libérées par les macrophages

### Dérivé réactif de l'oxygène

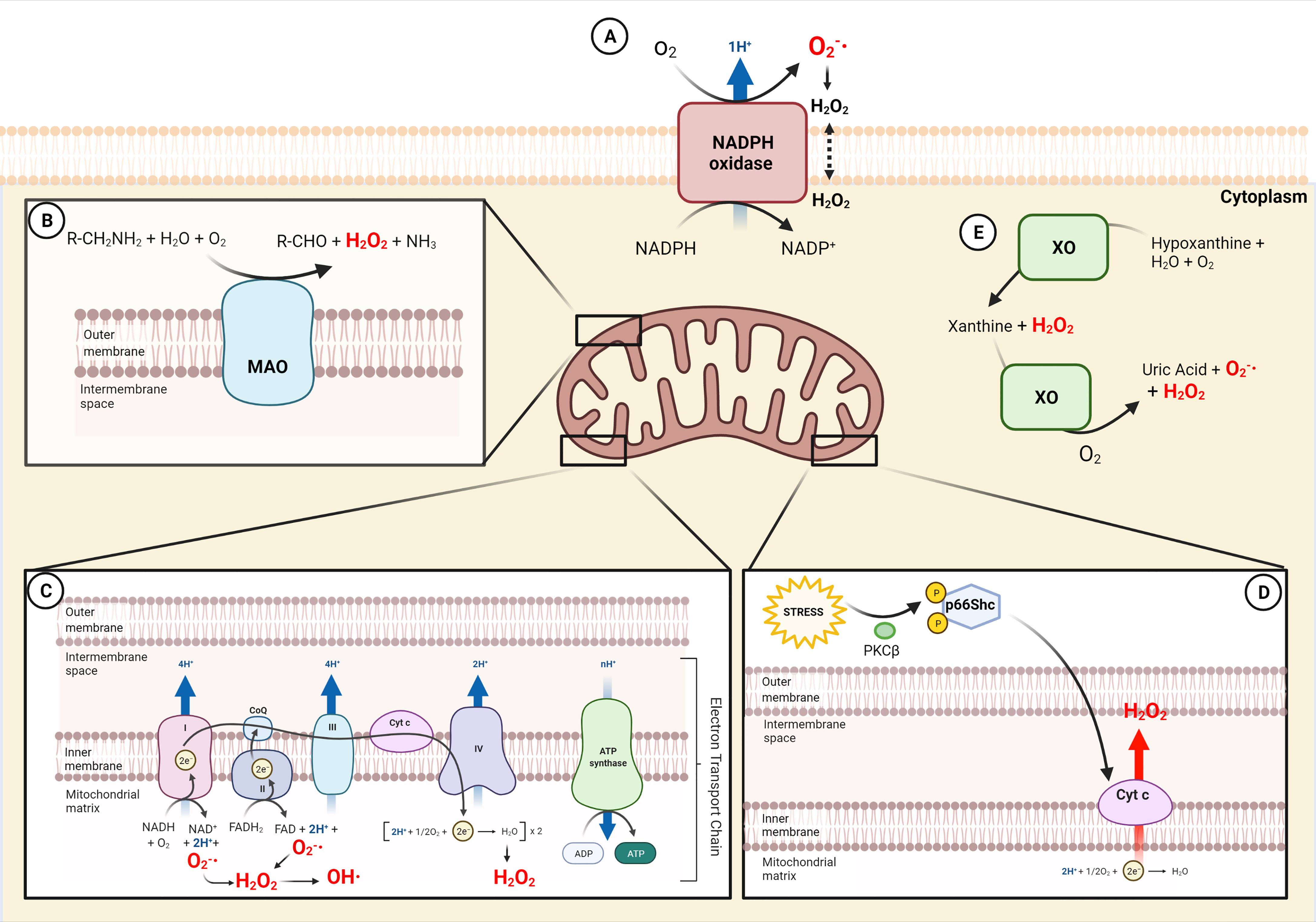
Les voies de productions des dérivés réactifs de l’oxygène chez le macrophage

Les dérivés réactifs de l'oxygène sont connus depuis de nombreuses années comme une arme essentielle des macrophages pour tuer les micro-organismes invasifs grâce à l'explosion oxydative médiée par la NADPH oxydase . Récemment, les études montrant que les dérivés réactifs de l'oxygène mitochondriales jouent un rôle essentiel dans plusieurs fonctions immunitaires innées .

## Fonctions

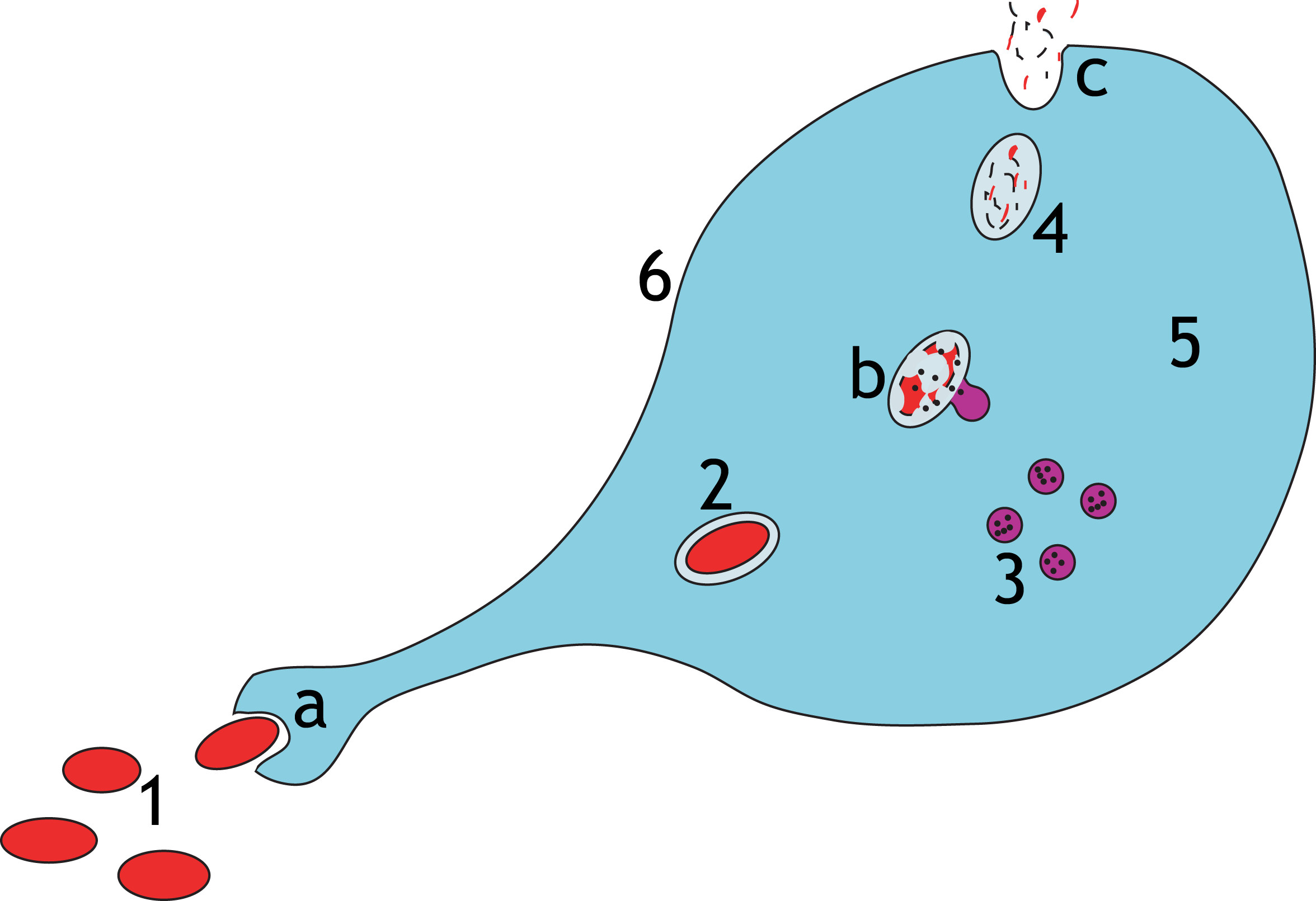
Schéma de macrophage (en bleu) ingérant des pathogènes.

La fonction des macrophages est spécifique des tissus considérés : il est délicat de leur attribuer une fonction générale. Si on doit catégoriser les fonctions des macrophages, elles peuvent être considérées comme étant des fonctions immunitaires ou des fonctions homéostatiques.
Les macrophages sont attirés vers le lieu d’une inflammation par chimiotactisme. Les signaux d’appel sont constitués de différents stimuli, dérivés de cellules endommagées (par nécrose ou apoptose), de pathogènes, et de produits libérés par les cellules présentes au site : l’histamine relarguée par les mastocytes et les granulocytes basophiles, et des chimiokines et cytokines libérées par des macrophages.
Contrairement aux granulocytes neutrophiles, qui sont les cellules phagocytaires présentes le plus vite au lieu de l’inflammation et qui ne vivent que quelques jours, la durée de vie d’un macrophage va de plusieurs mois à des années. Au cours du temps, on a un remplacement de la plupart des macrophages embryonnaires par des macrophages d'origine monocytaire. Ce remplacement n'est pas observable pour la microglie, une population de macrophage embryonnaire qui peuple le système nerveux central.

### Fonctions immunitaires

#### Phagocytose
- Macrophage phagocytant des conidies.

Un des rôles principaux des macrophages est le nettoyage de corps nécrotiques et de corps apoptotiques, de débris et de poussières dans le cas des poumons. L’élimination des cellules mortes est importante dans le cadre des phases précoces de l’inflammation chronique. Cette élimination est dominée par l’action des granulocytes neutrophiles, qui seront eux-mêmes phagocytés par les macrophages une fois vieillis (voir CD31 pour plus de détails).
L’élimination de la poussière et des tissus nécrotiques est prise en charge à une plus grande échelle (hors inflammation), par des macrophages résidents qui restent à des endroits stratégiques comme les poumons, le foie, les tissus nerveux, les os, la rate et les tissus conjonctifs, et qui digèrent les particules étrangères comme la poussière et les débris, mais aussi les pathogènes, recrutant en cas de besoin des monocytes circulants pour leur différenciation locale en macrophages tissulaires.
Lorsqu’un macrophage ingère un pathogène, la vésicule intracellulaire formée est nommée phagosome. Elle va fusionner avec un lysosome. Les enzymes lysosomiales et les radicaux libres de l’oxygène (notamment l’hypochlorite) vont tuer et digérer l’intrus. Cependant, certains organismes peuvent résister à ce processus et survivre dans le macrophage, comme Mycobacterium tuberculosis ou les Leishmania. Un macrophage peut digérer une centaine de bactéries avant de succomber lui-même à ses propres enzymes de digestion.

#### Présentation de l'antigène
Après avoir digéré un pathogène, un macrophage peut se comporter en cellule présentatrice d'antigène, c’est-à-dire présenter un antigène de manière à stimuler un lymphocyte T spécifique. La stimulation lymphocytaire par un macrophage est moindre que celle induite par une cellule dendritique, mais les macrophages sont capables de présenter des antigènes associés aux molécules du complexe majeur d'histocompatibilité de classe deux, et donc de stimuler des lymphocytes CD4+.
Une immunisation se traduit également par la production d'anticorps dirigés contre les antigènes immunisants. Ces anticorps vont se lier aux antigènes de surface des pathogènes. Certains isotypes sont opsonisants, c'est-à-dire qu’il existe sur les phagocytes des récepteurs spécifiques des fragments constants des chaînes lourdes des anticorps. (Dans le cas des IgG (immunoglobuline d'isotype G), ce sont les CD16, CD32 et CD64.) Les macrophages possèdent ce type de récepteurs et la liaison d’un complexe immun à ces récepteurs déclenche la phagocytose. Ainsi, un pathogène qui sera invisible aux yeux d’un macrophage deviendra visible une fois opsonisé.

#### Production et libération de cytokines
Les macrophages sont capables de sécréter un grand nombre de cytokines comme l'interleukine 1 (IL-1), l'interleukine 6 (IL-6), le facteur nécrosant des tumeurs (TNF-α). Ils participent de façon active au recrutement des autres cellules de l'immunité innée.
In vitro, les macrophages M1 activés libèrent des cytokines pro-inflammatoires dont le TNF-α, l'IL-1α, l'IL-1β, l'IL-6, l'IL-12, l'IL-18 et l'IL-23. Ils produisent de l'oxyde nitreux (NO), des espèces réactives de l'oxygène (ROS) et des espèces réactives de l'azote (RNS). Ils expriment également des récepteurs aux chimiokines (CCR1 et CCR5).
In vitro, les macrophages M2 activés libère plutôt des cytokines de résolution de l'inflammation comme l'IL-10 ou le TGF-β.

### Fonctions homéostatiques
Les macrophages jouent un rôle important au niveau de la peau qui est un organe important pour l'immunité. Ils stimulent également les cellules impliquées dans la cicatrisation ou la régénération du derme (et un défaut de cette fonction de réparation peut conduire à des phénomènes inflammatoires et au cancer). Les macrophages peuvent aussi stimuler les cellules souches des follicules pileux qui produisent poils et cheveux via des signaux moléculaires émis par les macrophages et reçus par les cellules souches du follicule pileux au repos (HF-SCs).
Un type particulier de macrophages, les ostéoclastes, sont responsables de l'homéostasie tissulaire dans l'os. Ils jouent un rôle de contrôle de la quantité d'os fabriqué.
Certains macrophages résidents des poumons libèrent le surfactant pulmonaire.

### Fonctions dans le cancer
Dans le cancer, la plupart des cellules immunitaires trouvées dans une tumeur cancéreuse sont des macrophages, appelés macrophages associés aux tumeurs. Alors que certains macrophages associés aux tumeurs peuvent présenter des propriétés antitumorales telles que la phagocytose des cellules tumorales et l'orchestration d'une réponse immunitaire, la plupart des macrophages du microenvironnement tumoral sont pro-tumorigènes. Les macrophages sont impliqués dans tous les stades du cancer. Ils contribuent à l’initiation du cancer par une inflammation latente, conduisant à un environnement mutagène. Ils soutiennent la progression du cancer en induisant l’angiogenèse, en favorisant la migration et l’invasion des cellules cancéreuses et en renforçant l’immunité antitumorale. Ils stimulent également les métastases en préparant la niche métastatique et en améliorant l'extravasation et la survie des cellules tumorales,,. Par conséquent, l’utilisation des macrophages contre le cancer s’est développée dès les années 1970,.

## Implication en pathologie humaine
Les macrophages contribuent de façon importante dans la progression de maladies inflammatoires comme le diabète, le cancer, et l'athérosclérose. Parmi leurs rôles en pathologie humaine :
- les macrophages associés aux tumeurs qui sont présents dans le micro-environnement tumoral semblent jouer un rôle ambigu dans la progression tumorale et l'immunosuppression ;
- les macrophages sont capables de stocker les lipides anormaux. Ils constituent les plaques d'athérosclérose et portent alors le nom de cellules spumeuses ;
- les macrophages expriment les molécules CD4 et CCR5, ce qui les rend infectables par les souches macrotropes du VIH. En pratique, l'infection au VIH lors d'une contamination sexuelle passe par les macrophages ;
- la formation du granulome inflammatoire dépend des macrophages.